# 胡杨河市
胡杨河市（維吾爾語：خۇياڭخې شەھىرى‎，拉丁维文：Xuyangxé Shehiri）是中华人民共和国新疆维吾尔自治区下辖的县级市，与新疆生产建设兵团第七师实行“师市合一”，位于乌苏市以北，市政府驻第七師130团胡杨街道安远南街921号。面積677.94平方公里，常住人口8萬。胡杨河市于2010年5月新疆生产建设兵团党委规划建设，2019年12月6日设立。由第七师车排子垦区新建，包括辖区内兵团和准噶尔垦区水管处。

## 地理
胡杨河市位于准噶尔盆地西南部的奎屯河流域，南边接壤天山山脉，北边接壤古尔班通古特沙漠。胡杨河市所属区域跨越原属新疆维吾尔自治区的奎屯市(南)、乌苏市(西)、克拉玛依市(北)、沙湾市(东)内。

## 人口
2020年末，根據全國第七次人口普查統計數字顯示：全市常住人口為 29891人。

## 历史
清代時，屬庫爾喀喇烏蘇管轄，為厄魯特蒙古的牧地，烏魯木齊至伊犁驛站之一。民國二年（1913年）為烏蘇縣的一個村莊。胡杨河市所在的新疆生产建设兵团第七师的前身是中国人民解放军第二十二兵团第二十五师。1950年，进驻垦区。1953年，番号改为农七师。1975年，农七师撤销师建制。1978年，成立奎屯农垦局。1982年，农七师恢复建制。2000年11月27日，农七师更名为新疆生产建设兵团农业建设第七师。2012年12月，新疆生产建设兵团农业建设第七师更名为新疆生产建设兵团第七师。
2012年，新疆生产建设兵团党委决定以130团共青镇为中心城区筹备设立胡杨河市。2017年12月，胡杨河市建市通过新疆维吾尔自治区审批。2019年，中华人民共和国国务院同意设立胡杨河市，于12月6日在新疆维吾尔自治区人民政府对外宣布。。

## 行政区划
第七师胡杨河市下辖1个街道办事处、1个镇、1个核心区、3个类似乡级单位的团：
胡杨街道、一三〇团共青镇、胡杨河市核心区、兵团一二五团、兵团一二八团、兵团一二九团。
| 统计用区划代码 | 名称           | 备注                   |
| -------------- | -------------- | ---------------------- |
| 659010001000   | 胡杨街道       |                        |
| 659010100000   | 共青镇         | 与一三〇团实施团镇合一 |
| 659010400000   | 胡杨河市核心区 |                        |
| 659010500000   | 兵团一二五团   |                        |
| 659010501000   | 兵团一二八团   |                        |
| 659010502000   | 兵团一二九团   |                        |